# Heiliushui
Heiliushui is een plaats in de stadswijk Nanjiao van de stad Datong in de provincie Shanxi in China. 